# Arachnopusia laticella
Arachnopusia laticella is een mosdiertjessoort uit de familie van de Arachnopusiidae. De wetenschappelijke naam van de soort is voor het eerst geldig gepubliceerd in 1929 door Canu & Bassler.